# Karies
Karies – miejscowość w północno-wschodniej Grecji, stolica Athos. Znajdują się tam siedziby urzędów Athos. W 2011 roku liczyła 163 mieszkańców. Jest największą osadą na terenie Autonomicznej Republiki Athos.
W katedrze w Karies przechowywana jest cudowna Ikona Matki Bożej „Godne Jest”.